# Сестри Жанни д'Арк
Сестри Жанна д'Арк (фр. Sœurs de Sainte-Jeanne d'Arc) — релігійна громада, заснована в 1914 році в штаті Массачусетс у США, отцем Марі-Климентом Стаубом (1876-1936) і Селіною Бенуа для служіння духовенству та парафіяльним міністерствам. Походить від августинців Успіння.
Канадські та американська громада були засновані отцем Марі-Климентом Стаубом, ассумпціоністом (1876—1936) і сестрою Жанною від Святого Серця, при народженні Селіни Бенуа, у Ворчестер в 1914 році. В Канаді конргегація з'явилася у 1917 (Сіллері, Квебек).
За всю свою історію Конгрегація мала таких голів:
- мати Іванна від Святого Серця, що керувала з 1920 по 1933 рік,
- мати Жозефіна від Святого Серця, уроджена Една Лакруа, з 1933 по 1953 рік,
- мати Берта від Святого Серця, уроджена Берта Пуарье, з 1953 по 1965 рік
- мати Марія від Святого Серця, уроджена Сесіль Гудре, з 1965 по 1977 рік,
- сестра Самсона від Жанни д'Арк, з 1977 по 1983 рік,
- сестра Агата Прекорт, з 1983 по 1990 рік,
- сестра Іоланда Рой, з 1990 по 2002 рік,
- сестра Поліна Талбот, з 2002 року.

Крім загального центру, конгрегація має 9 громад в Канаді, 2 у США, 1 в Італії, що в цілому налічує 120 сестер. 
У 2002 році їх кількість становила 145 осіб році в Канаді, США і в Римі. На жаль, 12 будинків були закриті в 2008 році здебільшого у Європі — через те,що відбулося репатріювання старих сестер.